# Apostolos Nikolaidis (Sportler)

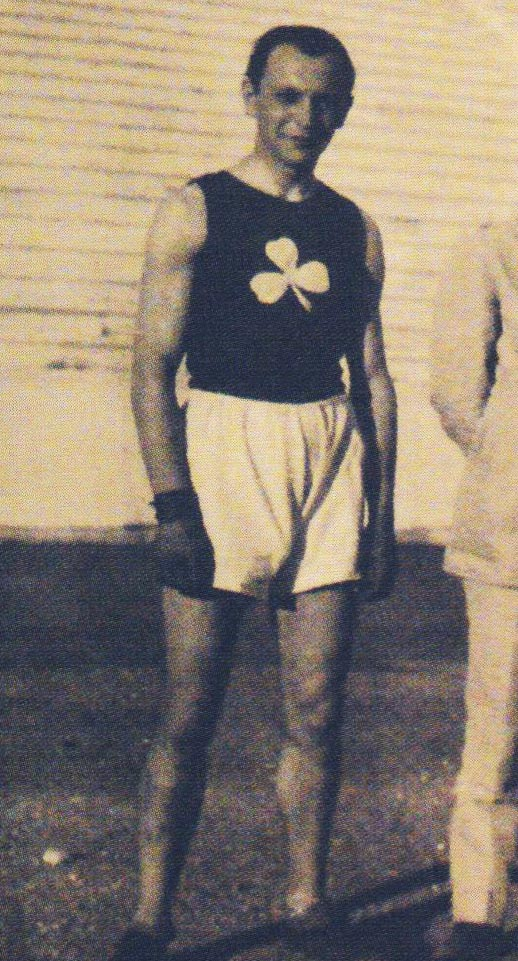
Apostolos Nikolaidis

Apostolos Nikolaidis (griechisch Απόστολος Νικολαϊδης, * 18. April 1896 in Philippoupolis; † 15. Oktober 1980 in Athen) war ein griechischer Sportler und Sportfunktionär.

## Leben
Apostolos Nikolaidis gilt als einer der größten griechischen Sportler und Multitalente aller Zeiten. Nikolaidis glänzte dabei nicht nur in einer einzigen Sportart, sondern schaffte es, gleich auf mehreren Gebieten Spitzenleistungen zu liefern. Neben dem Fußball, den er über zehn Jahre auf höchstem Niveau praktizierte, waren dies vor allem Basketball, Volleyball und Zehnkampf. Seit seinem Umzug nach Athen im Jahr 1917 schloss er sich dem griechischen Breitensportverein Panathinaikos Athlitikos Omilos an und blieb diesem bis zu seinem Tode treu.
1920 nahm Nikolaidis an den Olympischen Spielen 1920 in Antwerpen teil, wo er beim Fußball und in der Leichtathletik an den Start ging. 1926 wurde er zum Präsidenten des griechischen Fußballverbands (EPO) und 1945 zum Präsidenten des griechischen Leichtathletikverbands (SEGAS) gewählt. Letzterem stand er 20 Jahre vor. Im gleichen Zeitraum war er Vorstandsmitglied von Panathinaikos Athen, bis er letztlich 1974 auch dort den Posten des Vereinspräsidenten übernahm. 1929 sowie zwischen 1934 und 1935 war Apostolos Nikolaidis der Trainer der Griechischen Fußballnationalmannschaft.
Als Zeichen besonderer Würdigung seiner Tätigkeit für den Verein Panathinaikos wurde bei seiner Beerdigung sein Sarg von Sportlern der verschiedenen Abteilungen getragen. Im Einzelnen waren dies: Ikonomopoulos, Kamaras, Antoniadis (Fußball), Garos, Kalogeropoulos (Basketball), Georgantis, Iliopoulos (Volleyball) und Zaharopoulos.
Nach seinem Tod im Jahr 1981 wurde das Fußballstadion von Panathinaikos ihm zu Ehren auf seinen Namen, im Beisein von Griechenlands Premierminister Georgios Rallis, umbenannt.